# Lăng mộ Hamilton
Lăng mộ Hamilton (tiếng Anh: Hamilton Mausoleum) là một lăng mộ toạ lạc ở Hamilton, Nam Lanarkshire, Scotland, Vương quốc Liên hiệp Anh và Bắc Ireland. Đây là nơi an nghỉ của gia đình Công tước xứ Hamilton. Lăng mộ được xếp hạng A. Được xây dựng trên khuôn viên của Cung điện Hamilton (cung điện hiện đã bị phá hủy), mái vòm đá cao của lăng mộ này giữ kỷ lục về tiếng vang dài nhất trong bất kỳ công trình nhân tạo nào trên thế giới, mất 15 giây để âm thanh của một cánh cửa đóng sầm lại biến mất. Vào năm 2014, kỷ lục này được cho là đã bị phá vỡ bởi bể chứa dầu Inchindown ở Cao nguyên Scotland, tuy nhiên điều này được phân loại là sự vang vọng chứ không phải là tiếng vang.

## Xây dựng

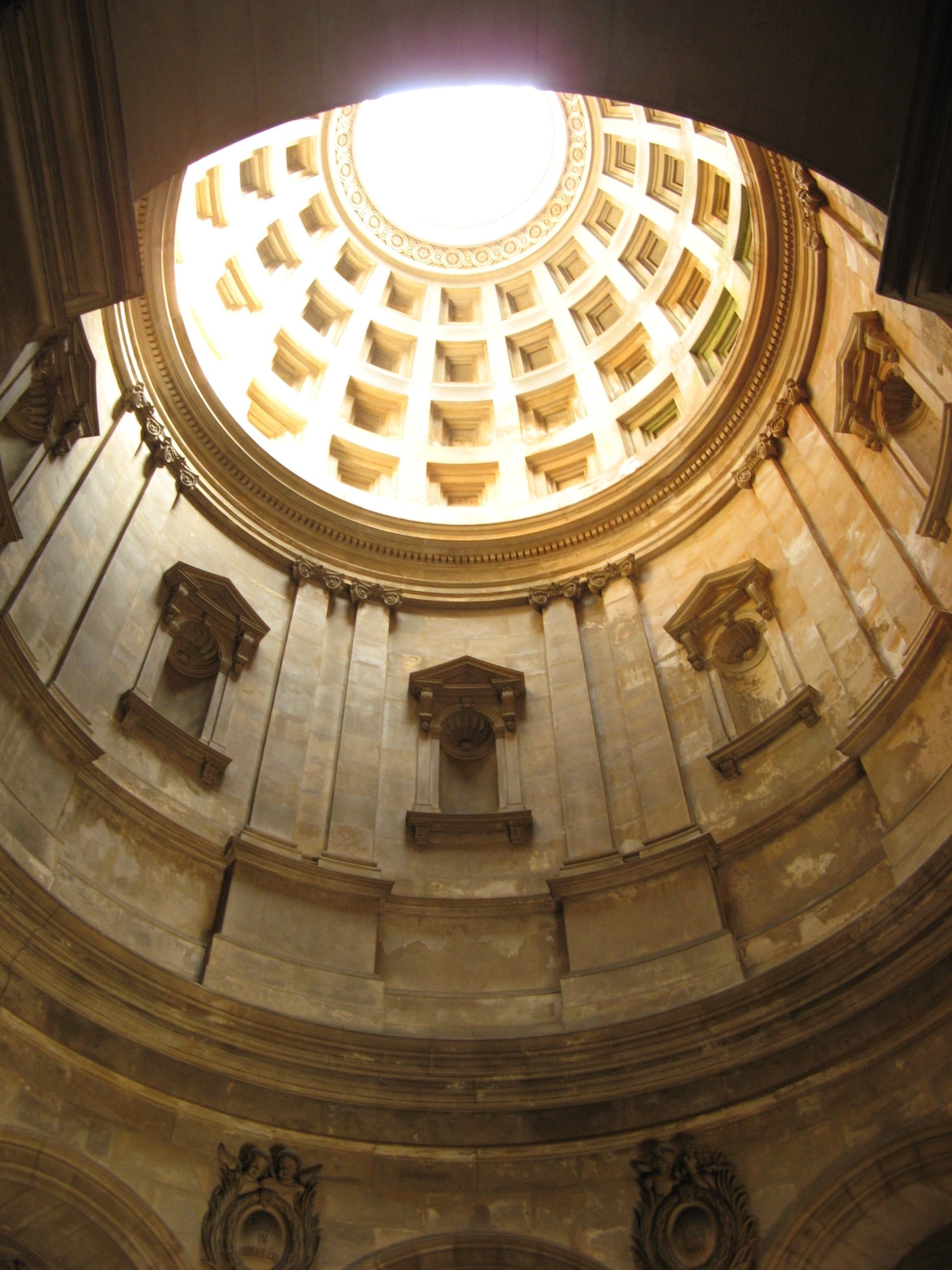
Bên trong lăng mộ, góc nhìn từ trên xuống

Theo kế hoạch mở rộng Cung điện Hamilton, Alexander Hamilton, Công tước thứ 10 xứ Hamilton, đã thay thế hầm chôn cất gia đình của ông nằm gần phần phía đông của cung điện trong lối đi của Nhà thờ Collegiate cũ kỹ và đổ nát. Hiện là minh chứng duy nhất còn lại cho quy mô khổng lồ và sự hùng vĩ của các tòa nhà từng tọa lạc tại Hamilton Low Parks, Lăng mộ Cung điện Hamilton là một công trình mái vòm theo phong cách La Mã được xây bằng đá ốp. Với chiều cao tổng thể khoảng 123 feet (37 m), công trình này nằm trên một địa điểm cách Cung điện Hamilton khoảng 650 feet (200 m) về phía bắc. Công trình được kiến trúc sư David Hamilton bắt đầu xây dựng vào năm 1840 và được hoàn thành bởi kiến trúc sư David Bryce và nhà điêu khắc Alexander Handyside Ritchie vào năm 1858, năm năm sau khi Công tước thứ 10 qua đời. Phía đông bao gồm một bộ cầu thang lớn có hai con sư tử (một con đang ngủ và một con đang thức) ở hai bên.
Công tước được chôn cất trong một chiếc quách theo phong cách Ai Cập thời kỳ Ptolemaic, trên một phiến đá cẩm thạch đen trong nhà nguyện chính, trong khi 17 tổ tiên của ông được chôn cất trong hầm mộ bên dưới. Vào những năm 1920, sự sụt lún và lũ lụt từ Sông Clyde đã ảnh hưởng đến lăng mộ. Vào tháng 4 năm 1921, với sự đồng ý của Nữ hầu tước Graham và Lady Mary Victoria Hamilton, những người ủy thác của Công tước Hamilton thứ 12 đã đệ đơn lên Tòa án Hamilton Sheriff để xin phép di dời hài cốt của 17 thành viên của Nhà Hamilton được chôn cất tại Lăng mộ Hamilton và chôn cất lại tại khu đất mà họ đã mua tại Nghĩa trang Hamilton's Bent. Hài cốt của công tước thứ 11 và thứ 12 được chôn cất lại trên Đảo Arran, trong khi những người khác được chôn cất lại tại Nghĩa trang Hamilton's Bent vào năm 1921.

## Lịch sử sau này
Trong những năm 1960 và 1970, người ta quan sát thấy cấu trúc này đang lún xuống, và một sợi dây dọi dài 20 foot (6 mét) treo ở mặt trước của lăng mộ cho thấy độ nghiêng so với độ thẳng đứng thực sự. Tuy nhiên, kết cấu liền khối, dựa trên bệ đã ngăn chặn được tình trạng nứt kết cấu và sau nhiều năm lo lắng, tòa nhà đã trở lại gần như thẳng đứng (180 độ).
Bên trong lăng mộ là những cánh cửa ra vào bằng đồng nguyên bản, dựa trên cánh cửa của Nhà rửa tội Firenze của Lorenzo Ghiberti. Bên trong có một trong những tiếng vang lâu nhất trên thế giới, một hiện tượng được chứng minh một cách ấn tượng với du khách bằng cách đóng sầm cửa ra vào. Một điều kỳ lạ khác của kiến trúc bên trong là "tiếng thì thầm của Wa" hay những bức tường. Hai người có thể đứng ở mỗi đầu của một trong những bức tường cong bên trong, quay lưng lại với nhau vào hốc tường và thì thầm trò chuyện. Âm thanh đáng chú ý của những bức tường truyền âm thanh đến người nghe ở phía bên kia.
Vào đầu thế kỷ XXI, lăng mộ bắt đầu xuống cấp và một quỹ từ thiện đã được thành lập để bảo tồn lăng mộ (cùng với nhà nghỉ của người trông coi bên cạnh). Vào tháng 5 năm 2021, các khoản quyên góp từ thiện đã giúp thực hiện công việc trùng tu trị giá gần 500.000 bảng Anh tại lăng mộ.

## Những nhân vật ban đầu được chôn cất tại Lăng Hamilton

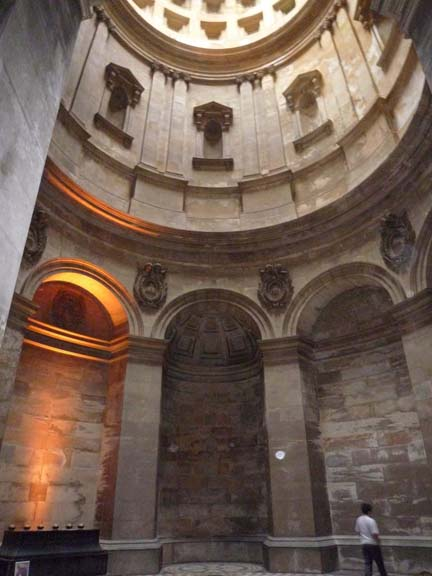
Nhìn vào bên trong tầng trệt

- Nhìn vào bên trong tầng trệtJames Hamilton, Lãnh chúa Hamilton thứ 1, năm 1852
- John Hamilton, Hầu tước thứ 1 xứ Hamilton, năm 1852
- James Hamilton, Công tước thứ 1 xứ Hamilton, năm 1852
- Anne Hamilton, Công tước thứ 3 xứ Hamilton, năm 1852
- James Hamilton, Công tước thứ 4 xứ Hamilton, năm 1852
- Lãnh chúa William Hamilton, năm 1852
- James Hamilton, Công tước thứ 5 xứ Hamilton, năm 1852
- James Hamilton, Công tước thứ 6 xứ Hamilton, năm 1852
- James Hamilton, Công tước thứ 7 xứ Hamilton, năm 1852
- Harriet Hamilton, Công tước phu nhân xứ Hamilton, năm 1852
- Douglas Hamilton, Công tước thứ 8 xứ Hamilton, năm 1852
- Archibald Hamilton, Công tước thứ 9 xứ Hamilton, năm 1852
- Lãnh chúa Archibald Hamilton, năm 1852
- Alexander Hamilton, Công tước thứ 10 xứ Hamilton, ngày 4 tháng 9 năm 1852
- Susan Euphemia Beckford, Công tước phu nhân xứ Hamilton, ngày 9 tháng 6 năm 1859
- William Hamilton, Công tước thứ 11 xứ Hamilton, ngày 23 tháng 7 năm 1863
- Charles Hamilton, Bá tước thứ 7 xứ Selkirk, năm 1886
- William Hamilton, Công tước thứ 12 xứ Hamilton, ngày 31 tháng 5 năm 1895